# Теракт в Равалпинди 2 ноября 2009 года

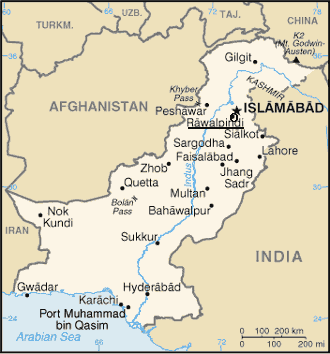
Равалпинди на карте Пакистана

Террористический акт в Равалпинди 2 ноября 2009 года произошёл неподалёку от банка, четырёхзвездочной гостиницы «Шалимар» (Shalimar) и здания главного штаба пакистанской армии (менее месяца назад и сам штаб подвергся атаке террористов).
2 ноября 2009 года на оживленной улице пакистанского города Равалпинди сработало мощное взрывное устройство. В результате этой террористической атаки погибли более сорока граждан страны, более шестидесяти получили ранения различной степени тяжести. Предположительно, заряд взрывчатки был активирован террористом-смертником доставившем его к месту теракта на двухколёсном транспортном средстве.
Правоохранительные органы мусульманской республики связывают возросшую в последнее время террористическую активность в регионе с деятельностью пакистанских экстремистов-талибов, которые подобным образом пытаются воздействовать на правительство страны и остановить военную операцию против бандформирований связанных с «Аль-Кайда» в районе Южный Вазиристан. Так, в этот же день, смертники совершили теракт на окраине города Лахора, в результате чего пострадали пятнадцать человек. СМИ также допускают, что эти теракты совпали с официальным визитом в Пакистан Государственного секретаря США Хиллари Клинтон не случайно.